# Samsung Galaxy M20
Samsung Galaxy M20 — Android смартфон бюджетного класса, выпускаемый компанией Samsung Electronics в Индии. Он был представлен 28 января 2019 года и выпущен 5 февраля 2019 года.

## Особенности
Samsung Galaxy M20 оснащен 6,3-дюймовым PLS TFT дисплеем с разрешением Full HD+ и «каплевидным» вырезом (называется как «Infinity-V»), с соотношением сторон 19,5:9. Он оснащен двойной задней камерой с основным датчиком 13 МП с апертурой f/1,9, PDAF автофокусом, HDR и программной функцией Live focus, рядом расположен датчик 5 МП с углом обзора 120 градусов; спереди внутри выреза находится датчик 8 МП с апертурой f/2,0. Питание устройства обеспечивает несъемный аккумулятор емкостью 5000 мАч с поддержкой быстрой зарядки. Чипсет — Samsung Exynos 7904 с CPU octa-core (2 ARM Cortex A73 1,8 ГГц и 6 Cortex A53 по 1,6 ГГц) GPU. Mali-G71 MP2. Смартфон продавался в двух конфигурациях памяти: 3 ГБ ОЗУ и 32 ГБ встроенной памяти или 4 ГБ ОЗУ и 64 ГБ встроенной памяти. В обоих случаях имеется слот для расширения памяти с помощью microSD до 512 ГБ. Устройство предлагает варианты разблокировки с помощью распознавания лица (быстрая разблокировка лица) и/или с помощью сканера отпечатков пальцев на задней панели. Присутствуют сертификаты Widevine L1 и Dolby Atmos.
Оригинальная операционная система смартфона — Android 8.1. Oreo с пользовательским интерфейсом Samsung Experience 9.5, позже обновлен до Android 9. Pie с интерфейсом One UI Core и до Android 10 с One UI Core в версии 2.0.

## Похожие записи
- Android Oreo
- Samsung